# Merz (Familienname)
Merz ist ein deutscher Familienname.

## Namensträger

### A
- Adolf Merz (1903–1987), deutscher Politiker (SPD)
- Albert Merz (Maler) (* 1942), Schweizer Maler und Zeichner
- Albert Merz von Quirnheim (1774–1857), deutscher Offizier und Kommandant in der königlich bayerischen Armee
- Albrecht Leo Merz (1884–1967), deutscher Schulgründer
- Alfred Merz (1880–1925), österreichisch-deutscher Meereskundler
- Alois Merz (1727–1792), deutscher Jesuit
- Alois Merz (Maler) (Ali Merz; * 1952), österreichischer Maler
- Andreas Merz (* 1985), Schweizer Handballspieler
- Andreas Merz-Raykov (* 1980), deutscher Theaterregisseur
- Anna Merz (1931–2013), britische Tierschützerin
- Annette Merz (* 1965), deutsche Theologin
- Axel Merz (* 1957), deutscher literarischer Übersetzer

### B
- Bernd Merz (1956–2024), deutscher Pfarrer und Medienmanager
- Bernhard Merz (Maler) (1893–1969), Schweizer Maler
- Bernhard Merz (Biologe), Schweizer Entomologe
- Birgit Jeggle-Merz (* 1960), deutsche Liturgiewissenschaftlerin
- Blanche Merz (1919–2002), Schweizer Bauingenieurin, Politikerin und Geobiologin
- Bruno Oswin Merz (1843–1914), höherer sächsischer Staatsbeamter

### C
- Carl Merz (Carl Czell; 1906–1979), österreichischer Kabarettist und Schriftsteller
- Carl Anton Merz (1831–1898), deutscher Kaufmann und Politiker
- Charles Merz (1893–1977), US-amerikanischer Journalist und Autor
- Charles Hesterman Merz (1874–1940), britischer Elektrotechniker und Unternehmer
- Charlotte Merz (* 1961), deutsche Richterin
- Christian Merz (Politiker, 1943) (* 1943), Schweizer Anwalt, Pfarrer und Politiker (SP)
- Christian Merz (Politiker, 1961) (* 1961), Schweizer Politiker (SVP)
- Christian Merz (Psychologe) (Christian J. Merz; * 1981), deutscher Hochschullehrer für Kognitionspsychologie
- Conrad Merz (1768–1846), deutscher Orgelbauer
- Curtis Merz (* 1972), US-amerikanisch-schweizerischer Basketballspieler

### E
- Emil Merz (1856–1904), deutscher Ingenieur und Industrieller
- Ernst Merz (1921–1996), deutscher Politiker (CDU)

### F
- Ferdinand Merz (1924–1997), deutscher Psychologe
- Florian Merz (* 1967), deutscher Dirigent
- Franz Merz (1927–1993), deutscher Jurist und Richter
- Friederike Merz (* 1987), deutsche Jazzmusikerin
- Friedhelm Merz (1937–1996), deutscher Journalist und Verleger
- Friedrich Merz (* 1955),  Bundeskanzler der Bundesrepublik Deutschland (CDU)
- Friedrich Merz (Unternehmer) (1884–1979), deutscher Unternehmer
- Fritz Merz (?–1954), deutscher Unternehmer
- Fritz Merz, Pseudonym von Fritz Belleville (1903–1994), deutscher politischer Aktivist

### G
- Gabriel Merz (* 1971), deutscher Schauspieler
- Georg Merz (Optiker) (1793–1867), deutscher Astronom und Optiker
- Georg Merz (Theologe) (1892–1959), deutscher evangelisch-lutherischer Theologe
- Georg Heinrich von Merz (1816–1893), deutscher Prälat und Generalsuperintendent von Reutlingen
- Gerd Jürgen Merz (1944–2018), deutscher Ökonom und Schriftsteller, siehe Christopher Stahl
- Gerhard Merz (Autor) (* 1945), deutscher Heftromanautor
- Gerhard Merz (Söldner) (1947–2004), deutsch-israelischer Waffenhändler und Söldner
- Gerhard Merz (Künstler) (* 1947), deutscher Künstler und Hochschullehrer
- Gerhard Merz (Politiker) (1952–2024), deutscher Politiker (SPD)
- Günter Merz (1955–2003), deutscher Künstler

### H
- Hans Merz (Jurist) (1907–1995), Schweizer Rechtswissenschaftler und Hochschullehrer
- Hans Merz (Architekt) (1908–1993), Schweizer Architekt
- Hans Merz (Designer) (1921–1987), deutscher Designer und Hochschullehrer in der DDR
- Hans-Günter Merz (* 1947), deutscher Architekt
- Hans-Peter Merz (1932–2014), deutscher Entwicklungshelfer und Manager
- Hans-Rudolf Merz (* 1942), Schweizer Politiker (FDP)
- Heiner Merz (* 1963), deutscher Politiker (AfD), MdL
- Heinrich Merz (1806–1875), Schweizer Kupferstecher
- Heinrich von Merz (1816–1893), deutscher evangelischer Theologe, siehe Georg Heinrich von Merz
- Heinz Merz (* 1958), deutscher Fregattenkapitän und Autor
- Hermann Merz (* 1954), Schweizer Kriminalschriftsteller
- Hermann Merz (Ingenieur) (* 1958), deutscher Ingenieur und Hochschullehrer
- Horst Merz (Pilot) (1891–1979), deutscher Pilot
- Horst Maria Merz (* 1958), deutscher Pianist, Komponist und Schauspieler

### I
- Ivan Merz (1896–1928), kroatischer Philosoph, Laie und Förderer der katholischen Kirche

### J
- Jacob Merz (1783–1807), Schweizer Maler und Kupferstecher
- Jakob Merz (1874–1922), Schweizer Beamter und Ratschreiber
- Janine Merz (* 1980), deutsche Politikerin (SPD)
- Jarreth Merz (* 1970), Schweizer Schauspieler und Regisseur
- Joachim Merz (* 1948), deutscher Wirtschaftswissenschaftler und Hochschullehrer
- Johann Merz von Quirnheim (1652–1718/1728), deutscher Adliger, Jurist und Diplomat
- Johann Anton Friedrich Merz (1803–1867), deutscher Kaufmann und Textilunternehmer
- Johann Georg Merz (1761–1830), Schweizer Textilunternehmer, Gemeindepräsident und Mitglied des Kleinen Rats
- Johann Jakob Merz († 1765), Schweizer Porträtmaler
- Johann Ludwig Merz (1772–1851), Schweizer Oberst, Unternehmer und Kartograf
- Johann Peter Merz (1791–1874), deutscher Priester
- Johannes Merz (Dichter) (1776–1840), Schweizer Mundartdichter
- Johannes von Merz (1857–1929), deutscher evangelischer Theologe und Kirchenpräsident
- Johannes Merz (Historiker) (* 1964), deutscher Historiker
- Johannes Merz (Schauspieler) (* 1983), deutscher Schauspieler
- Josef Merz (Architekt) (1836–1898), Schweizer Architekt und Bauunternehmer
- Josef Merz (Musiker) (1911–1997), sudetendeutscher Cellist, siehe auch Koeckert-Quartett
- Joseph Anton Merz (1681–1750), deutscher Maler
- Julie Merz (1865–1934), Schweizer Journalistin
- Julius Merz (1903–nach 1944), deutscher Politiker (NSDAP)
- Julius Wilhelm Merz (Eduard Waldau; 1810–1863), deutscher Buch- und Kunsthändler sowie Schriftsteller

### K
- Kai-Uwe Merz (* 1960), deutscher Historiker
- Karl Merz (Politiker, 1818) (1818–1886), Schweizer Politiker (Liberale)
- Karl Merz (Komponist) (1836–1890), US-amerikanischer Komponist
- Karl Merz (Bildhauer) (1869–1950), deutscher Bildhauer
- Karl von Merz (1881–1962), deutscher Verwaltungsjurist und Bezirksoberamtmann
- Karl Merz (Maler) (1890–1970), deutscher Maler
- Karl Merz (Verleger) (1897–1971), deutscher Verleger
- Karl Merz (Fußballspieler) (1912–nach 1944), deutscher Fußballspieler
- Karl Merz (Politiker, 1921) (* 1921), deutscher Politiker (CDU)
- Karl Spruner von Merz (1803–1892), deutscher General, Kartograph und Schriftsteller
- Karl-Heinz Merz, deutscher Schauspieler und Nachrichtensprecher
- Karl Joseph Merz von Quirnheim (1747–1802), Reichsfreiherr und letzter Besitzer der Freiherrlichkeit Bosweiler und Quirnheim
- Kerstin Merz-Atalik (* 1964), deutsche Erziehungswissenschaftlerin und Hochschullehrerin
- Kim Merz (* 1953), deutscher Musiker
- Klaus Merz (* 1945), Schweizer Schriftsteller
- Konrad Merz (1908–1999), deutscher Schriftsteller
- Konstantin Merz (1856–1915), deutscher Arzt und Politiker
- Kurt Walter Merz (1900–1967), deutscher Pharmazeut

### L
- Laurenet Merz (* 1964), Schweizer Jurist
- Leonhard Merz (vor 1450–1507), Schweizer Bürgermeister
- Leonhardus Merz (ca. 1430–ca. 1498), deutscher Orgelbauer; siehe Leonhard Mertz
- Lorenz Merz (* 1981), Schweizer Kameramann und Filmregisseur
- Ludwig Merz (Geograph) (1817–1858), deutscher Geograph, Optiker und Publizist
- Ludwig Merz (Kartograf) (1817–1881), Schweizer Unternehmer, Grossrat und Kartograf
- Ludwig Merz (Elektrotechniker) (1905–1992), deutscher Elektrotechniker
- Ludwig Merz (Heimatforscher) (1908–2003), deutscher Lehrer und Heimatforscher
- Ludwig Merz (Fußballspieler) (* 1923), deutscher Fußballspieler

### M
- Maike Merz (* 1986), deutsche Handballschiedsrichterin
- Maria Merz (Keramikerin) (1931–2017), deutsche Keramikerin
- Mario Merz (1925–2003), italienischer Künstler
- Marisa Merz (1926–2019), italienische Installationskünstlerin und Malerin
- Martin Merz (um 1425–1501), deutscher Mathematiker und Geschützmeister
- Martina Merz (* 1963), deutsche Managerin, Vorstandsvorsitzende der Thyssenkrupp AG
- Mathilde Merz (1899–1987), Schweizer reformierte Pfarrerin
- Matthias Merz (* 1984), Schweizer Orientierungsläufer
- Max Merz (* 1994), deutscher Basketballspieler
- Meta Merz (1965–1989), österreichische Schriftstellerin
- Michael Merz (Informatiker) (* 1964), deutscher Informatiker
- Michael Merz (Ökonom) (* 1972), deutscher Ökonom
- Michaela Merz (* 1960), deutsche Softwareentwicklerin und Unternehmerin

### N
- Nelly Merz (1876–1968), deutsche Sängerin (Sopran)

### O
- Oskar Merz (1830–1904), deutsch-österreichischer Architekt
- Oswald Merz (1889–1946), deutscher Politiker (SPD)
- Otto Merz (1889–1933), deutscher Automobilrennfahrer
- Otto Merz (1905–1943), deutscher Schriftsteller und Publizist, siehe Martin Raschke
- Otto Merz (Kameramann) (1908–nach 1972), deutscher Kameramann

### P
- Paul Merz (?–1914), deutscher Unternehmer
- Patricia Merz (* 1993), Schweizer Ruderin
- Peter Merz (* 1968), Schweizer Berufsoffizier
- Peter Merz (Wirtschaftsinformatiker) (* 1970), deutscher Wirtschaftsinformatiker und Hochschullehrer
- Peter-Ulrich Merz-Benz (* 1953), Schweizer Soziologe und Philosoph
- Philippe Merz (* 1981), deutscher Wissenschaftlicher Mitarbeiter, Sohn von Friedrich Merz

### Q
- Quirin Merz von Quirnheim (auch Quirinus Merz von Quirnheim; † 1695), kurmainzischer (deutscher) Jurist, Diplomat und Politiker

### R
- Richard Merz (Architekt) (1885–1970), deutscher Architekt
- Richard Merz (Mediziner) (1898–1990), deutscher Zahnarzt, Präsident der Landeszahnärztekammer Baden-Württemberg 1960–1968
- Richard Merz (Tanzkritiker) (1936–2015), Schweizer Tanzkritiker
- Robert Merz (1887–1914), österreichischer Fußballspieler
- Robert Merz (Basketballspieler) (* 2000), deutscher Basketballspieler
- Rochus Merz von Staffelfelden († 1563), österreichischer Beamter
- Rolf Merz (* 1965), deutscher Ingenieur und Physiker
- Rudi Merz (* 1948), Schweizer Schreiner und Designer
- Rudolf Merz (Politiker) (fl. 1920er/1930er), deutscher Politiker (SPD), Landrat
- Rudolf Traub-Merz (* 1950), deutscher Soziologe
- Rudolf L. Merz (1933–2006), Schweizer Illustrator

### S
- Sabine Merz (* 1965/1966), deutsche Biologin, Tierärztin und Zoodirektorin
- Sarina Merz (* 1999), Schweizer Unihockeyspielerin
- Sue Merz (* 1972), US-amerikanisch-schweizerische Eishockeyspielerin

### T
- Theodor Merz (1825–1895), deutscher evangelischer Theologe und Pastor
- Thomas Merz (Leichtathlet) (* 1961), deutscher Sprinter
- Thomas Merz (Medienpädagoge) (* 1962), Schweizer Medienpädagoge und Hochschullehrer
- Thomas Merz (Biologe) (* 1964), deutscher Biologe
- Tilly Merz (1920er/30er Jahre), deutsche Fechterin
- Toni Merz (1895–1966), deutscher Maler und Kunstpädagoge

### V
- Verena Merz (1959–1990), Schweizer Malerin
- Victor Merz (1839–1904), Schweizer Chemiker
- Viktor Merz (1865–1940), Schweizer Jurist

### W
- Walter Merz (Jurist) (1868–1937), Schweizer Jurist, Richter und Historiker
- Walter Merz (Architekt) (1897–1963), deutscher Architekt und Baubeamter
- Walter Merz (Chemiker) (1893–1966), Schweizer Chemiker und Firmengründer
- Walter Merz (Feuerwerker) (1906–1978), deutscher Feuerwerker und Autor
- Walther Merz (1868–1938), Schweizer Jurist und Historiker
- Werner Merz (1905–2006), Schweizer Chirurg
- Wilhelm Merz (1849–1922), deutscher Ingenieur, Zement-Pionier und Sozialreformer
- Wilhelm Merz (General) (1889–1958), deutscher Generalmajor
- Wilhelm Merz (Mathematiker) (* 1958), deutscher Mathematiker und Hochschullehrer
- William Merz (1878–1946), US-amerikanischer Turner und Leichtathlet
- Wolfgang Merz (Biochemiker) (* 1940), deutscher Biochemiker und Hochschullehrer
- Wolfgang Merz (Manager) (* 1953), deutscher Informatiker und Manager